# Coelotes insulanus
Coelotes insulanus är en spindelart som beskrevs av Matsuei Shimojana 2000. Coelotes insulanus ingår i släktet Coelotes och familjen mörkerspindlar. Inga underarter finns listade i Catalogue of Life.